# McDonnell Douglas F-15 Eagle
F-15 Eagle je taktički borbeni avion (lovac - presretač) dizajniran za zračne borbe u svim vremenskim uvjetima, s ciljem postizanja i održavanja superiornosti u zraku pred neprijateljskim avionima. F-15 je avion tvrtke Boeing (bivšeg McDonnell Douglas) razvijen za potrebe Američkog ratnog zrakoplovstva, a prvi je let imao u srpnju 1972. Modificirana varijanta - F-15E Strike Eagle - ušao je u službu 1989. godine.
F-15 se smatra jednim od najboljih lovaca koji su ikada letjeli. F-22 Raptor je jedini lovac koji mu se pokazao nadmoćnim. Koliko je Eagle dobar svjedoči i činjenica da u 31 godini službe, niti jedan F-15 nije izgubljen u borbi, dok su srušili 103 lovca u zračnoj borbi. Preko polovice tih obaranja su postigli piloti Izraelskog ratnog zrakoplovstva. Također, glavni korisnik, Ratno zrakoplovstvo SAD-a ga usprkos ulasku daleko nadmoćnijeg Raptora u operativnu uporabu namjerava zadržati u službi barem do 2025. godine.

## Razvoj
Sredinom 1960-ih, američka obavještajna agencija saznala je da Sovjetski Savez razvija novi presretač, kasnije poznatog kao MiG-25 Foxbat. Zapad je pretpostavljao da taj novi avion ima ulogu presretača koji može postići velike brzine, ali mu je mogućnost manevriranja bila jako slaba. Međutim otkrilo se da MiG-25 ima odlične mogućnosti manevriranja i uz sve ostale odlične karakteristike, Zapad se pobojao da nemaju zrakoplov koji po preformansama može biti ravan Sovjetima. 
Jedini zrakoplov, Phantom, koji je mogao konkurirati sovjetskim lovcima, imao je nekoliko mana. Nije imao mogućnosti borbe kad je meta jako udaljena, a njegove rakete su bile nepouzdane u bliskoj borbi. Bilo je jasno da Zapadu treba novi lovac koji može konkurirati sovjetskim suparnicima.

## F-X program
Nakon što je projekt VFX od Ratne mornarice SAD-a   odbijen kao nepriklada, Američko ratno zrakoplovtsvo (USAF) je izdalo zahtjev za novim zrakoplovom pod nazivom F-X (Fighter Experimental). Zadatak za razvoj novog zrakoplova uručen je McDonnell Douglasu 23. prosinca 1969.
Početna inačica F-15 Eaglea je bila označena F-15A za jednosjednu konfiguraciju, i F-15B za dvosjednu inačicu. Ove inačice su pokretala dva nova Pratt & Whitney F100 motora. F-15 je bio naoružan sa standardnim M61 Vulcan strojnicama i četiri rakete Sparrow, koje su se mogle nositi sa Sovjetskim lovcima.
Prvi F-15A je poletio u srpnju 1972., a F-15B u arpnju 1973. 
U F-15 ugrađena je i novo računalo i nove kontrole koje olakšavaju pilotu upravljanje i čine nepotrebnim dva pilota. Neki kritičari su tvrdili da je F-15 bio pretežak i prevelik za dogfight, te da je preskup da se masovno proizvodi. Rezultati toga su bili razvoji drugih zrakoplova (F-16 Fighting Falcon i F/A-18 Hornet). Jednosjedna F-15C i dvosjedna inačica F-15D ušli su u proizvodnju 1978. Iste inačice su prvi put poletile u veljači i lipnju iste godine. Ovi novi modeli su imalu mogućnosti ponijeti 900 kg unutarnjeg goriva.

## Dizajn
F-15 Eagle odlikuju odlične preformanse, velike mogćnosti manevriranja i uspinjanje na 10.000 m za otprilike 60 s. Izlazna sila motora može savladati težinu zrakoplova, te Eagleu omogućuje akceleraciju pri vertikalnom penjanju. Sustav upravljanja vatrom je razvijen tako da samo jedna osoba može samostalno voditi borbu zrak-zrak.
Multi misijska oprema uključuje: HUD, napredni radar, sustav za navigaciju, ultra visoka frekvencija za komunikaciju, uređaj za identifikaciju prijateljskih zrakoplova, protumjere i glavno računalo. Svi podaci od instrumenata se prenose na HUD (heads up display) te su pilotu na raspolaganju pri svim uvjetima.
F-15 ima APG-63/70 Pulse-Doppler radar koji može detektirati mete na velikim visinama te na niskim, bez da ih zabuni s metama na tlu. Može detektirati avione i male brzoleteće mete na udoljenosti daleko izvan vidokruga (220 km). Može naciljati mete na udaljenosti od 90 km s AIM-120 AMRAAM raketama. F-15 je opremljen i za elektroničko ratovanje, te može detektirati prijetnju i odmah odgovoriti protumjerama.
Eagle može biti naoružan s četiri različite rakete te jednim Gatling strojnicom u desnom krilu. S donje strane mogu se montirati i dodatni vanjski nosači goriva, ali to smanjuje preformanse jer stvaraju novi otpor koji usporava zrakoplov. Svaki spremnik može ponijeti 2,840 l goriva.
F-15E Strike Eagle je dvosjed koji je opremljen za sve vremenske uvjete te dogfight i prodire duboko unutar neprijateljskog teritorija.
Za nisko leteće, brze napade u lošim uvjetima ili unutar neprijateljskog teritorija, F-15E je opremljen visokorezoluntnim APG-70 radarom i LANTRIN sustavom za termalno promatranje.

## Povijest korištenja
USAF je koristio F-15 u Zaljevskom ratu 1991., gdje su imali velikih uspjeha. F-15 se uglavnom koristio u noćnim letovima pri potrazi za SCUD projektilima i topničkim položajima.
USAF je potvrdio da je F-15 oborio 34 iračka zrakoplova, uglavnom raketama. Od toga oboreno je: MiG-29 "Fulcruma", dva MiG-25 "Foxbat", osam MiG-23 "Floggera", dva MiG-21 "Fishbed", dva Su-25 "Frogfoota", četiri Su-22 "Fittera", jedan Su-7, šest Miraga F1, jedan Il-76, jedan Pilatus PC-9 trener, i dva Mi-8 helikoptera. Nakon što je uspostavljena zračna dominacija, sva sljedeća rušenja su se dogodila dok su irački zrakoplovi pokušavali prebjeći na teritorij Irana. Dva F-15 su bila oborena od strane paljbe s tla i jedan je bio teško oštećen prilikom napada na SCUD projektile.
1994. dva američka UH-60 Black Hawk helikoptera su oborena od F-15 iznad Iraka, jer ih je pilot zamijenio za Iračke Mil Mi-24 Hind helikoptere. Američki F-15 Eagleovi su oborili 4 jugoslavenska MiGa-29 tijekom NATO-va bombardiranja 1999. godine.
Veliki broj rušenja su postigli izraelski piloti F-15.

### Obaranje satelita
Od 1984. do 1986. F-15 se koristio kao platforma za lansiranje pet projektila za rušenje satelita.
F-15 bi ubrzao do mach 1,22 na visini od 11.6 km pri kutu od 65°.
Treće testiranje je uključilo komunikacijski satelit na visini od 555 km, koji je uspješno uništen.
Razlog lansiranja s aviona je u tome što bi Sovjetski Savez mogao povezati lansiranje rakete i gubitak satelita, dok ako se projektil lansira s aviona, on se po ničemu ne ističe od drugih Eagleova koji lete.

### Prizemljenje
Svi F-15 Eagleovi su bili prizemljeni kad se jedan F-15 srušio 2. studenog 2007. Svi osim Eagle E ne smiju letjeti dok ne budu pregledani. Objavljeno je da je nađena kritična točka na Eagle C, koja je možda izazvala nesreću. F-15A-D će biti prizemljeni dok se svi ne pregledaju i neutvrdi kvar.
Prizemljenje F-15 je izazvalo probleme kod nekih zrakoplovstava, jer su tako ostali bez zračne obrane te se moraju pouzdati na pomoć od svojih susjeda. Aljaska se do daljnega mora pouzdati u Kanadsko zrakoplovstvo za nadzor svojeg zračnog prostora. 
8. prosinca 2007. dopušteni su neki letovim, ali u određenoj mjeri te se u letni status vraća samo za dio zračne flote.

## Nesreće
- Tijekom uvježbavanja bliske zračne borbe F-15D sudario se s avionom A-4 Skyhawkom i ostao bez svog desnog krila. Pilot je uspio podesiti kontrole leta i spriječiti kovit aviona te sletjeti s oštećenim zrakoplovom. F-15 je ostao u zraku zahvaljujući uzgonu koji se stvarao na velikoj horizontalnoj površini njegova trupa, velikim i djelotvornim kormilima visine i preostalom lijevom krilu. Kako bi ostvario potrebni uzgon, avion je sletio s duplo većom brzinom od uobičajene. Repna kuka[1] također je bila izvučena tijekom slijetanja. Avion se zaustavio na samo 6 m od kraja uzletno-sletne staze. Pilot je izjavio da bi se sigurno izbacio iz zrakoplova da je znao što se je dogodilo.[2][3]

- 22. studenog 1995. japanski F-15 oborio je drugog F-15 zbog kvara na raketi AIM-9 Sidewinder tijekom vježbe.

- 2. studenog 2007. F-15C se srušio tijekom vježbe u Missouriu, što je rezulitralo prizemljenjem cijele flote.

### Budućnost
F-15C/D polako zamjenjuje F-22 Raptor, dok će F-15E još duže vrijeme ostati u funkciji zbog njegovih, trenutno, nezamjenjivih mogućnosti. 2006. USAF je objavio da će moderiniziratu 178 F-15C s novim radarima i opremom. Zrakoplovstvo će zadržati 178 F-15C i 224 F-15E u službi i duže od 2025.

## Inačice

### Osnovni modeli
F-15A
Jednosjed, lovac za zračnu nadmoć u svim uvjetima, 365 primjeraka.
F-15B
Dvosjed trener inačica, 59 primjeraka.
F-15C
Unaprijeđeni jednosjedni lovac za zračnu nadmoć u svim uvjetima, 408 primjeraka.
F-15D
Dvosjedni trener, 62 primjerka.
F-15J
Jednosjed, lovac za sve uvjete, licencno proizveden u Japanu.
F-15DJ
Dvosjed trener za Japan.
F-15N Sea Eagle
Prijedlog za F-15 koji može polijetati s nosača zrakoplova.

### F-15E
F-15E Strike Eagle
Dvosjed za sve vremenske uvjete, dalekometni lovac-bombarder.
F-15F Strike Eagle
Predložena jednosjedna inačica za F-15E

## Korisnici
- SAD
- Izrael
- Japan
- Saudijska Arabija

## Tehničke karakteristike (F-15C Eagle)
Osnovne karakteristike
- dužina: 19,43 m
- raspon krila: 13,05 m
- površina krila: 56,5 m2
- visina: 5,63 m
- aeroprofil: NACA 64A006.6 (korjen krila), NACA 64A203 (vrh krila)

Letne karakteristike
- najveća brzina: 2.660 km/h
- ekonomska brzina: 1.450 km/h
- dolet: 5.550 km (s dodatnim punjenjem)
  - borbeni dolet: 1.967 km
- brzina penjanja: 254 m/s
- najveća visina leta: 20.000 m
- specifično opterećenje krila: 358 kg/m2
- motor: 2× Pratt & Whitney F100-100, -220 ili -229

## Ostale inačice
- F-15E Strike Eagle
- F-15S/MTD